# Не за тридевять земель (телепередача)
«Не за три́девять земе́ль» — краеведческая телепрограмма, выходившая на саратовской ГТРК, а затем на телеканале «Россия-24» («2-я Садовая»), которую вел Дмитрий Худяков. Выходила в эфир со 2 октября 1960 года. На 17 декабря 2012 года, вышло 1500 выпусков. Всего вышло 1697 выпусков.
Долгие годы передача выходила 2 раза в месяц, продолжительность её составляла 45 минут. В последнее время продолжительность передачи была сокращена до 15 минут, но увеличена её периодичность — 1 раз в неделю по понедельникам.
В программе затрагивались вопросы краеведения, археологии, палеонтологии и палеогеографии. Рубриками передачи в разное время были: «Города и веси Земли Саратовской», «Этюды о земляках», «Путешествия по берегам морей, которых никто никогда не видел», «Калейдоскоп монет», «Вести из экспедиций», «Заметки на листках календаря», «Заметки на улицах города».
После смерти её автора и ведущего Дмитрия Худякова выход программы в эфир приостановлен.

## История
В 2015 году в Саратовском областном музее краеведения прошла выставка «Не за тридевять земель», посвященная 55-летию передачи.

## Корреспонденты
Когда программу «Не за тридевять земель» транслировала ГТРК «Саратов», у неё были корреспонденты в 38 районах и 18 городах Саратовской области, а также в Пензенской, Тамбовской, Воронежской, Волгоградской, Самарской областях России и в Казахстане. В последнее время передача транслировалась на канале «Россия-24» (бывший телеканал «2-я Садовая»), зона вещания которого охватывает лишь только Саратов и близлежащие районы.
Всего у программы было несколько сот корреспондентов, работающих на добровольной основе. В год в редакцию программы приходило от 500 до 3500 писем. На 2005 год в архиве Худякова хранилось более 200 тысяч писем.

## Газета
С 2007 по 2008 год клуб «Не за тридевять земель» выпускал газету с тем же названием. Всего вышло 4 номера газеты.

## Сайт
В мае 2009 года в рамках работы клуба «Не за тридевять земель» создан сайт с тем же названием, посвящённый школьной краеведческой работе в Саратовской области.

## Музей
В вечерней школе исправительной колонии № 10 г. Саратова создан краеведческий музей имени Д. С. Худякова.